# Teoria sobre relacions internacionals

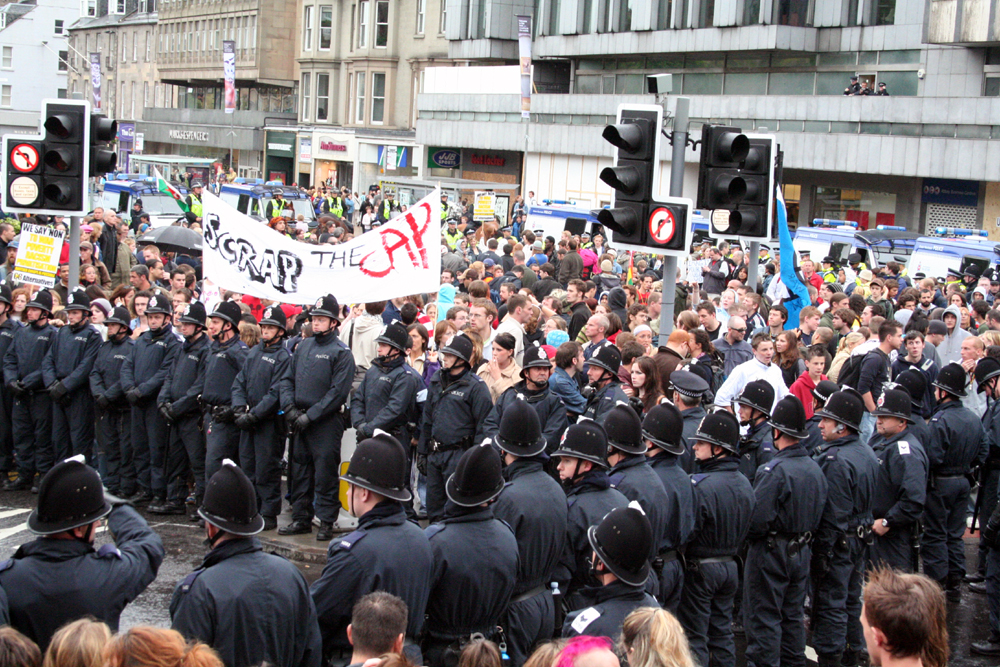
Protestes contra la globalització a Edimburg durant la cimera del G8. La globalització ha alterat significativament el panorama internacional, motivant canvis importants en la teoria de les relacions internacionals en les últimes dècades.

La teoria sobre relacions internacionals intenta aplicar un únic model teòric o paradigma a les relacions entre diversos estats. Sorgeix com a disciplina acadèmica dins les ciències polítiques al segle XX si bé es porta practicant des dels inicis dels grans imperis històrics.

## Grans corrents teòrics
L'estudi de les relacions internacionals pot dividir-se en grans escoles:
- Realisme: posa èmfasi en el paper dels Estats per sobre de les organitzacions internacionals i afirmen que en moments de crisi o guerra cada país mira pels seus propis interessos, que són els que mantenen l'equilibri entre Estats.
- Idealisme: afirma que hi ha una identificació entre política interior i exterior i considera la democràcia com la garantia de la pau.
- Liberalisme: sosté que les relacions entre països venen marcades per diferents factors, no únicament polítics, sinó també del camp de l'economia i la cultura i es recolza en institucions internacionals per assolir metes comunes.
- Constructivisme: divideix el món en blocs segons les idees i creences comunes dels pobles que formen cada zona i que creen sentiment de pertinença i acció comuna enfront altres grups.
- Marxisme: aplica la teoria de Marx a les relacions internacionals, donant un pes màxim a l'economia i la lluita entre desfavorits i privilegiats.
- Fundacionalisme: usa els mecanismes de la lògica formal per explicar i predir moviments internacionals, expressats com a proposicions amb valor de veritat.
- Teoria del règim: assumeix que les relacions entre països s'expliquen per un règim global que transcendeix el sistema polític de cada Estat i que jerarquitza els diferents indrets estratègicament.
- Funcionalisme: descriu les regions geopolítiques com a sistemes holístics que van més enllà de la suma de cada país pels interessos comuns, que porten a una progressiva integració i a dinàmiques que alteren els equilibris interns.

## Intervencionisme
La teoria sobre relacions internacionals regula quan és acceptable la intervenció en polítiques internes d'altres països. Els arguments per permetre aquesta intervenció són de tres tipus.
Els primers parlen de seguretat de la mateixa nació o mundial, és a dir, s'intervé per aturar un règim o una acció que es percep com una amenaça potencial per a la pau, com per exemple un dictador o un grup terrorista (l'extrem d'aquesta política seria la guerra preventiva). L'amenaça pot ser també econòmica (règims en fallida que necessiten injeccions de capital o intervencions de les seves institucions).
Els segons arguments se centren en qüestions de justícia o de drets humans, s'intervé quan un país porta una política que atempta contra els principis morals bàsics, encara que no transcendeixi de les seves fronteres.
Un tercer grup d'arguments confessa propis interessos i afirma que és legítim per a cada país buscar el màxim benefici, incloent-hi la intervenció, agressió o control de tercers països.

## Poder
Dins la teoria, té molta importància el concepte de poder, ja que és el que busquen la majoria de països en estendre les seves accions més enllà de les mateixes fronteres. Es pot entendre el poder com capacitat d'influència (i així creat Estats afins, esferes d'influència o blocs), com a seguretat (si altres veuen que un cert estat és més poderós no l'atacaran o actuaran contra ell per por a les conseqüències) o com a capacitat d'actuació en el món. El poder es pot mantenir i adquirir per la via dura (violència, sancions econòmiques...) o tova (a través de la cultura, la ideologia i la insinuació). Un estat que acumula força poder és conegut com a superpotència. Altres potències poden ser regionals (de gran influència a la seva àrea geogràfica, tot i que de menys pes mundial) o potències intermèdies (importants com a aliats, no per si sols).